# Кольчугин, Никита Никифорович
Ники́та Ники́форович Кольчу́гин (1753, Стародуб — 1827, Москва) — русский купец, основатель книготорговой фирмы Кольчугиных.

## Биография
Родился в 1753 году в старообрядческой крестьянской семье города Стародуба Черниговской губернии. В начале 1770-х годов переехал в Москву, записавшись купцом третьей гильдии. Первоначально торговал вразнос москательным товаром, позднее — иконами и книгами. По воспоминаниям правнука купца Н. В. Турова, после переезда в Москву Кольчугин перешёл из старообрядчества в православие, а также стал масоном. Со слов своей матери, Туров также писал, что в доме Кольчугина были многочисленные масонские символы и портреты известных масонов, позднее утраченные.
Со временем стал брать книги на реализацию у Петербургской академии наук и петербургских издателей. К концу 1770-х годов имел уже три книжные лавки на Никольской улице. С 1779 года, после переезда в Москву издателя Николая Ивановича Новикова, стал его концессионером, а с 1789 года — приказчиком. Одновременно с этим начал собственное издательское дело. После возбуждение уголовного дела против Новикова и его ареста в 1792 году также попал под следствие. О дальнейших событиях существуют две версии. Согласно одной, понёс большие убытки в связи с делом Новикова и смог восстановиться лишь к 1796 году. По другой, убытки Кольчугина были не столь существенными, поскольку коснулись лишь издательства Новикова, которое фактически не действовало с конца 1780-х годов, и следственные действия не коснулись собственного бизнеса Кольчугина. Сторонники второй версии приводят в качестве аргумента тот факт, что в 1795 году Кольчугин продолжал оставаться купцом первой гильдии, объявив капитал в размере 10 100 рублей, что было не сильно меньше, чем в 1796 году — 16 010 рублей. С 1797 года — купец второй гильдии с капиталом 8100 рублей, что отражало тенденцию того времени, по которой купцы старались занизить собственный капитал. Книжное дело Кольчугина серьёзно пострадало во время пожара 1812 года, уничтожившего все его книжные склады. Однако, он возобновил книжную торговлю уже в 1813 году и занимался ей до своей смерти в 1827 году. Дело Никиты Никифоровича Кольчугина продолжил его сын Григорий. Похоронен в Москве на кладбище Симонова монастыря. Могила не сохранилась.